# 176
176 (сто седемдесет и шеста) година по юлианския календар е високосна година, започваща в неделя. Това е 176-а година от новата ера, 176-а година от първото хилядолетие, 76-а година от 2 век, 6-а година от 8-о десетилетие на 2 век, 7-а година от 170-те години. В Рим е наричана Година на консулството на Прокул и Апер (или по-рядко – 929 Ab urbe condita, „929-а година от основаването на града“).

## Събития
- Консули в Рим са Тит Прокул Полион и Марк Флавий Апер.